# Carlo Galante
Carlo Galante (* 1959 in Trient) ist ein italienischer Komponist und Dozent für Komposition am Conservatorio Giuseppe Verdi, wo er selbst unter Niccolò Castiglioni und Paolo Castaldi studierte. Sein Dies Irae für die Opfer der Mafia wurde in der Kathedrale von Palermo aufgeführt.

## Werke (Auswahl)
- 1993: Dies Irae. Für Bass, Chor und Orchester.
- 2001: Nostra signora degli insonni. Nocturnen auf Gedichte von zeitgenössischen italienischen Dichtern für Gesang und Streichorchester. Texte von Gian Piero Bona, Danilo Bramati, Franco Buffoni, Giuseppe Calliari, Milo De Angelis, Gabriela Fantato, Giancarlo Majorino, Giancarlo Pontiggia und Guido Oldani.

### Opern
- 1991: Byzanthinum (Musica nel Nostro Tempo)
- 1992: Corradino (Teatro Comunale di Bologna)
- 1997: Il combattimento con l’Angelo (Teatro Massimo di Palermo)
- 2000: Ghost Cafè (Teatro Donizetti di Bergamo)
- 2002: Racconte di Natale (Teatro Comunale di Modena)

### Ballette
- 1992: Fandango (Teatro Filarmonico di Verona)
- 1995: Il fantasma di Canterville (Teatro Regio di Torino)
- 2004: Notturno a Milano (Teatro Filarmonico di Verona)
- 2006: La Tempesta (Teatro Carignano di Torino)
- 2007: Zaide o la chiave dell’illusione (Castello d’Acaja, Fossano)
- 2009: I Promessi sposi (Teatro del fuoco di Foggia)

## Diskografie (Auswahl)
- Corradino (Ermitage ERM 407; 1992)
- Yeliel (Scatola Sonora SSC 010; 1995)
- Essenza Carnale – Quattordici Poesia Musicale Su Testo Di Alfredo De Palchi (Velut Luna CVLD 08400; 2003)
- Nostra Signora degli Insonni auf Emerald Ghost – Copland & Galante: Song Cycles. Mit Lucy De Butts, Sopran; Giovanna Gatto, Klavier (Orlando Records 0048; 2021)[4]